# فرانكو موربيديلي
فرانكو موربيديلي (بالإيطالية: Franco Morbidelli)‏ مواليد 4 ديسمبر 1994 في روما، هو متسابق دراجات نارية إيطالي. نافس في الجائزة الكبرى للدراجات النارية في فئة موتو 2 وبدأ فيها سنة 2013.

## النتائج

### سباق الجائزة الكبرى للدراجات النارية

#### حسب الموسم
| الموسم | الفئة  | الدراجة | السباق | الفوز | المنصة | الإنطلاق | أسرع لفة | النقاط | الترتيب |
| ------ | ------ | ------- | ------ | ----- | ------ | -------- | -------- | ------ | ------- |
| 2013   | موتو 2 | سوتر    | 3      | 0     | 0      | 0        | 0        | 0      | ن.غ.م   |
| 2014   | موتو 2 | كالكس   | 18     | 0     | 0      | 0        | 0        | 75     | 11      |
| 2015   | موتو 2 | كالكس   | 14     | 0     | 1      | 0        | 2        | 90     | 10      |
| إجمالي |        |         | 35     | 0     | 1      | 0        | 2        | 165    |         |

### السباقات حسب السنة
| السنة | الفئة  | الدراجة | 1      | 2             | 3            | 4          | 5        | 6            | 7           | 8         | 9            | 10           | 11       | 12            | 13           | 14      | 15        | 16          | 17           | 18          | مركز  | النقاط |
| ----- | ------ | ------- | ------ | ------------- | ------------ | ---------- | -------- | ------------ | ----------- | --------- | ------------ | ------------ | -------- | ------------- | ------------ | ------- | --------- | ----------- | ------------ | ----------- | ----- | ------ |
| 2013  | موتو 2 | سوتر    | قطر    | الأمريكتان    | إسبانيا      | فرنسا      | إيطاليا  | كتالونيا     | هولندا      | ألمانيا   | إنديانا      | تشيك         | بريطانيا | سان مارينو 20 | أرغون        | ماليزيا | أستراليا  | اليابان 18  | بلنسية 17    |             | ن.غ.م | 0      |
| 2014  | موتو 2 | كالكس   | قطر 25 | الأمريكتان 17 | الأرجنتين 13 | إسبانيا 20 | فرنسا 10 | إيطاليا 10   | كتالونيا 21 | هولندا 24 | ألمانيا 6    | إنديانا ل.ين | تشيك 8   | بريطانيا 6    | سان مارينو 7 | أرغون 5 | اليابان 7 | أستراليا 13 | ماليزيا ل.ين | بلنسية 21   | 11    | 75     |
| 2015  | موتو 2 | كالكس   | قطر 5  | الأمريكتان 5  | الأرجنتين 5  | إسبانيا 6  | فرنسا 5  | إيطاليا ل.ين | كتالونيا 8  | هولندا 19 | ألمانيا ل.ين | إنديانا 3    | تشيك 10  | بريطانيا      | سان مارينو   | أرغون   | اليابان   | أستراليا 11 | ماليزيا 15   | بلنسية ل.ين | 10    | 90     |

## روابط خارجية
- فرانكو موربيديلي على موقع eWRC-results.com (الإنجليزية)
- فرانكو موربيديلي على موقع MotoGP.com (الإنجليزية)
- فرانكو موربيديلي على موقع WorldSBK.com (الإنجليزية)
- فرانكو موربيديلي على موقع CONI honoured athlete website (الإيطالية)
- فرانكو موربيديلي على موقع AS.com (الإسبانية)